# Medveji (Khabàrovsk)
|  | Per a altres significats, vegeu «Medveji». |

Medveji (en rus: Медвежий) és un poble (un possiólok) del krai de Khabàrovsk, a Rússia, que el 2018 tenia 100 habitants. Pertany al districte rural de Viàzemski.